# Slagpen

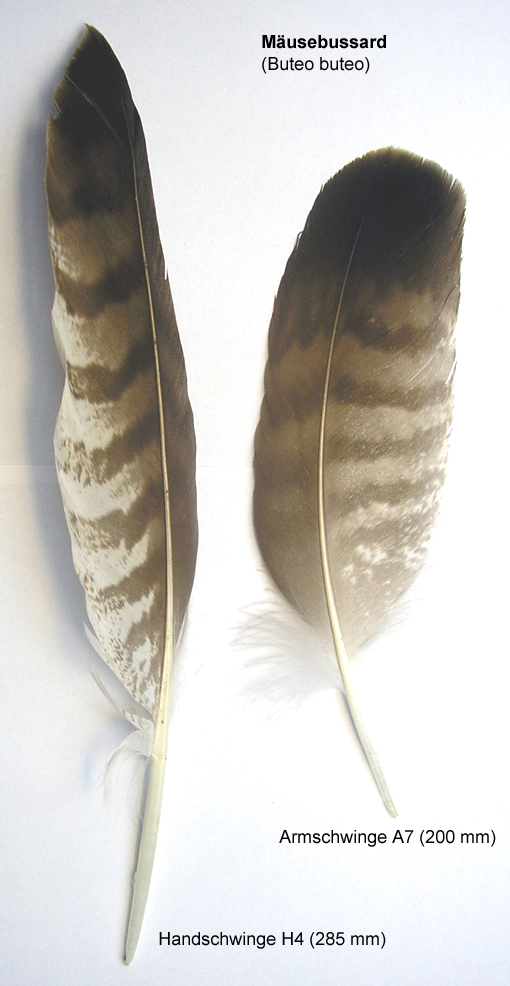
Slagpennen van de buizerd (Buteo buteo) links: een handpen; rechts: een armpen

De slagpen (wetenschappelijke naam: remex, meervoud remiges) is de grootste van de vier soorten veren van een vogel. Door de slagpennen kan een vogel vliegen, omdat deze veren groot genoeg zijn om de daartoe benodigde stuwkracht en lift te geven.
Er worden vier verschillende type slagpennen onderscheiden: duimvleugel, tertials, hand- en armpennen (zie afbeelding hieronder).
Bij het zogenaamde "kortwieken" verwijdert men enige handpennen, waardoor de vogel niet meer (weg) kan vliegen.

## Bouw
De slagpen bestaat net als alle andere veren (met uitzondering van donsveren) uit kleine "haartjes" die om de schacht zitten en wat ruw zijn en daardoor in elkaar haken. De voor- en achtervlag zijn asymmetrisch in tegenstelling tot de staartpennen.
| Typen veren van de vleugel | Typen veren van de vleugel |
| -------------------------- | --- |
|                            | 1 = handpennen 2 = handdekveren 3 = duimvleugel 4 = armpennen 5 = grote dekveren 6 = middelste dekveren 7 = kleine dekveren 8 = tertials (elleboogpennen) 9 = schouder (-veren) |